# Johann Friedrich Ramm
Johann Friedrich Ramm (* 17. August 1822 in Horkheim; † 25. Dezember 1888 in Stuttgart) war ein württembergischer Landwirt und Politiker.

## Leben
Friedrich Ramm besuchte bis 1836 die Volksschule in Horkheim. Danach machte er das Volksschullehrerexamen und unterrichtete in Kirchberg und Ludwigsburg. Wegen schlechter Gesundheit und wegen seines Interesses für die Landwirtschaft schied er aus dem Schuldienst aus. Von 1845 bis 1847 besuchte er die landwirtschaftliche Akademie Hohenheim. 1847 wurde er Verwalter auf dem bayerischen Gut Walkershofen der Herren von Würzburg. Von 1849 bis 1856 war er Verwalter auf den Gütern Nippenburg und Mauern im Besitz der Freiherren vom Holtz. Nach dem Tod des Freiherrn vom Holtz 1857 wurde er zusammen mit dem Freiherrn Karl von Varnbüler Pächter der Güter in Nippenburg und Mauern, gleichzeitig verwaltete er die Güter des Ministers von Varnbüler. 1874 pachtete Ramm die Domäne Kleinhohenheim.

## Politik
Ramm war von 1880 bis 1888 Mitglied der Zweiten Kammer der Württembergischen Landstände für das Oberamt Leonberg. Von 1868 bis 1870 gehörte er außerdem als Abgeordneter des Wahlkreises Württemberg 12 (Cannstatt, Ludwigsburg, Leonberg, Waiblingen) dem Zollparlament an.